# Onești
Onești (în maghiară Ónfalva sau Onyest, în trecut Gheorghe Gheorghiu-Dej) este un municipiu în județul Bacău, Moldova, România, format din localitățile componente Borzești, Onești (reședința) și Slobozia. Este situat la confluența râurilor Trotuș, Cașin, Oituz și Tazlău. Are o suprafață de 51,89 km² iar populația este de 39.172 locuitori în anul 2011. Este traversat de drumul european E574 și de drumurile naționale DN11A și DN12A ce fac legătura cu Bucureștiul, cu nordul țării și cu Transilvania. Pe cale feroviară, legăturile naționale și internaționale se realizează prin rețeaua CFR.

## Etimologie și alte nume
În Principatul Moldovei au fost atestate 9 localități cu numele Onești, în perioada secolelor al XIV-lea și al XVII-lea:
- sat pe Cobâle, probabil Misihănești, Bacău, dăruit de domn lui Dan Mesehnă,[3] în 1436;[4]
- sat pe Ciuhur și Trebnih, întărit cu iaz și moară lui Boldul și alții, în același secol întărit lui Toader logofăt, actual Onești, Edineț;[3]
- sat pe Prut, lângă Slobozia Oancea, Galați, întărit Fetinei, fiica lui Hărman, dispărut;[3]
- sat pe Miletin (actual județ Iași), întărit Zanfirei și alții, răscumpărat de Ionașcu Stroici de la marele postelnic Bernat, actualul Onești, Iași;[3]
- sat pe Gârbovăț (actualul județ Neamț), în hotar cu Tălpălăcești, dispărut;[3]
- sat în actualul raion Strășeni, actualul Onești, Strășeni;[3]
- sat, numit și Oinești, ținutul Cârligătura (lângă Hăușești, din actualul județ Iași); în hotar cu Balosin, dăruit de domn cu prisacă și mănăstire lui Ioil protopop și Giurgiu gramatic, prisacă întărită popii Petre din Iași, ulterior lui Vlădica pitar, apoi lui Neaniul diac și pe urmă marelui vornic Ureche, dispărut;[3]
- sat pe Trotuș, ținutul Bacău, întărit mănăstirii Bistrița, parte întărită lui Baloș Ciortan și alții;[3]
- sat pe Sărata, lângă Berești (actualul raion Ungheni), iaz întărit lui Toader Dragotă, dispărut.[3]

Prima atestare documentară a Oneștiului pe Trotuș provine dintr-un act de danie (uric) din 14 decembrie 1458 (6966) din timpul domniei lui Ștefan cel Mare, când Marușca, fata lui Andrieș Slujascul și jupâneasă lui Negrilă, a dăruit mănăstirii Bistrița satele: Slujești (jumătate) unde a fost curtea tatălui său și jumătate de moară, Maluri, Onești și Lăbășești și fântâna Horgului, unde a fost mănăstirea tatălui său.
A doua atestare este din 5 aprilie 1488, când pan Duma pârcălab a fost miluit de către Ștefan cel Mare cu o seliște pe Trotuș, unde fusese înainte «Oana din Moișa», fiind astfel întărită. Deși potrivit unor tradiții, numele așezării se trage la „Oana, fiica lui Ștefan cel Mare”, cel mai probabil numele provine de la primul proprietar, din epoca descălecatului, Oană și fii săi. Pentru Ioan Bogdan și Mihai Costăchescu „Oana” este de fapt „Oană de la Moișa”.
Numele Oană a fost întâlnit frecvent în Moldova, fiind boieri care au ocupat diverse dregătorii. Pentru slujirea domnitorilor au fost răsplătiți cu pământuri, care cuprindeau sate întregi. Astfel se explică și existența multor sate cu numele Onești. De asemenea, rezultă că folosirea formei Oana în documente nu însemna obligatoriu o persoană feminină, fiind de fapt un nume masculin, menționat în cazurile: „Oana, fratele lui Chirilă”, „Oana Hurul, fiul lui Petru Huhule”, „Oana, tătar, cu copiii, iertat de robie de Ștefan cel Mare” sau „Oana, tătar domnesc de la Neamț, dăruit de domn Mănăstirii Bistriții”.
Potrivit lui Neagu Djuvara, Oană este un nume cuman, alături de Tocsabă. Înaintea acestuia, Nicolae Iorga evidențiase numele de Basarabă și al unui boier cuman pe nume Tâncabă (de la care provine Tâncăbești, Ilfov). În zonă, toponime care amintesc de trecerea populațiilor de stepă sunt: Trotuș („râul tătarilor”), Valea Uzului (provenită de la uzi) sau Comănești (de la cumani) și Borzești (de la Borzul (Bortz, Borč – „datorie”), conducător cuman la 1211).
Potrivit lui Gábor Lükő⁠(hu)[traduceți], radicalul „on” din denumire este nume de persoană de origine turcică iar primii locuitorii ar fi fost tătaro-cumani.
Mai mulți autori maghiari folosesc toponimul de Ónfalva, însă locuitorii maghiari de astăzi ai localității nu utilizează această denumire. Apare și la István Györffy⁠(hu)[traduceți] că „la această variantă toponimică nu avem date provenite de la populație.” După Péter Halász, este cert că mai înainte nici denumirea de Onyest (în pronunțarea sătenilor maghiari) nu a fost des folosită de localnici, cel puțin între ei.
Între 22 martie 1965 și 1990 orașul s-a numit Gheorghe Gheorghiu-Dej, în memoria fostului lider al României.

## Geografie

### Teritoriu
Oneștiul este situat în Depresiunea Tazlău-Cașin, la o altitudine medie de 210 m. Cel mai jos punct al orașului este la 180m pe valea Trotușului. Cel mai înalt este la 398 m pe Dealul Perchiu.
Poziția geografică este 46° 13'N (latitudine) și 26° 47'E (longitudine), la circa 60 km SV de municipiul reședință Bacău.
Din punct de vedere administrativ, Onești se învecinează cu comunele Helegiu și Bârsănești în Nord, Gura Văii și Ștefan cel Mare în Est,  Buciumi și Cașin în Sud și Bogdănești și Târgu Trotuș în Vest.
Orașul intravilan este dispus pe terase naturale și antropice, dar și pe dealurile din preajmă, astfel se găsesc case la altitudinea medie de 300 m pe dealul Cuciur și pe albia Trotușului, la altitudinea medie de 200 m.
Tipurile de sol prezente sunt reprezentate de cernoziom și roci sedimentare (nisip și pietriș). Fertilitatea solului este asigurată de însușirile fizice, hidrofizice și biochimice, având un conținut ridicat de humus de bună calitate, reacție neutră sau slab acidă și o bună aprovizionare cu elemente nutritive asimilabile.
Din punct de vedere geomorfologic Municipiul Onești face parte din unitatea dealurilor subcarpatice, fiind așezat la confluența râurilor Tazlău și Trotuș, cu afluenții Oituz și Cașin.
Pe partea dreaptă a râurilor Trotuș și Tazlău sunt dezvoltate terase neexistând pericol de inundații, singurele zone cu risc de inundații fiind reprezentate de lunca inundabilă adiacentă albiilor majore ale râurilor.

### Hidrografie
Rețeaua hidrografică a Oneștiului este reprezentată de râurile Trotuș, Cașin, Oituz și Tazlău. Datorită influenței antropice, regimul hidrologic al râului Cașin a fost complet modificat, amenajările contra inundațiilor contribuind la regularizarea scurgerii. În râul Trotuș se află amenajarea hidroenergetică al Platformei Petrochimice Borzești ce alimentează cu apă de răcire unitatea 1 a Sucursalei Electrocentrale Borzești.
Nivelul pânzei freatice variază funcție de relief, astfel că în zonele luncă pânza freatică se găsește la 3–4 m, pe terasele vechi din cauza grosimii depozitelor de aluviuni se găsește la 10 m, în sud–estul teritoriului la 2–3 m, iar pe dealurile Perchiu și Slobozia ajunge la 20 m.

### Clima
Clima este temperat-continentală, temperaturile fiind cuprinse între -25 grade Celsius, pe timpul iernii, și +35 grade Celsius, pe timpul verii cu o temperatură medie anuală de 9,2°C, iar precipitațiile anuale au o valoare de 654 mm. Vânturile cele mai frecvente bat pe direcția vest și sud – vest. Vegetația este specifică zonei temperat-continentale: conifere, foioase, plante urcătoare dar și plante rare care se află în rezervația Perchiu (sit SCI), arie naturală protejată inclusă în situl de importanță comunitară - Dealul Perchiu.

## Demografie
Componența etnică a municipiului Onești
     Români (79,75%)
     Alte etnii (0,49%)
     Necunoscută (19,77%)
Componența confesională a municipiului Onești
     Ortodocși (69,43%)
     Romano-catolici (7,87%)
     Alte religii (2%)
     Necunoscută (20,69%)
Conform recensământului efectuat în 2021, populația municipiului Onești se ridică la 34.005 locuitori, în scădere față de recensământul anterior din 2011, când fuseseră înregistrați 39.172 de locuitori. Majoritatea locuitorilor sunt români (79,75%), iar pentru 19,77% nu se cunoaște apartenența etnică. Din punct de vedere confesional, majoritatea locuitorilor sunt ortodocși (69,43%), cu o minoritate de romano-catolici (7,87%), iar pentru 20,69% nu se cunoaște apartenența confesională.
010.00020.00030.00040.00050.00060.000195619661977199220022011populațiePopulația istorică din Onești
Date: Recensăminte sau birourile de statistică - grafică realizată de Wikipedia

## Istorie

### Antichitate
Neoliticul și Aneoliticul (5500 – 2700 / 2500 î.Hr.): Deasupra cartierului Malu al orașului Onești, pe malul drept al râului Cașin, au fost descoperite resturi de cultură materială a unei așezări din perioada neoliticului. Printre resturi s-au regăsit fragmente de vase din pastă amestecată cu pleavă, bogat ornamentate cu motive pictate în spirală, care aparțin fazei B a culturii Cucuteni. Din același loc provin câteva vârfuri de săgeți din silex, de formă triunghiulară, cu baza concavă și bucăți de lipitură arsă cu urme de nuiele.
Epoca bronzului (2000-1200 î. Hr.): În partea de vest a orașului, la punctul numit „Varnița”, situat pe terasa medie a Trotușului, au fost semnalate rămășițele unei așezări din epoca bronzului. Aceste resturi constau mai ales din ceramica specifică culturii Monteoru. Vasele sunt făcute dintr-o pastă cenușie amestecată cu cioburi pisate. Fragmentele de vase sunt în cea mai mare parte de culoare cenușie închisă. Motivele ornamentale constau din linii oblice sau orizontale, incizate pe corpul vasului; uneori inciziile sunt dispuse în benzi de două, trei linii formând ziz-zaguri, sau unghiuri așezate sub o linie, sau o bandă de linii orizontale ce marchează gâtul vasului. O altă grupă de ornamente o reprezintă benzile în relief, compuse din două, trei linii. Au fost scoase la iveală și câteva instrumente de os și cuțite de piatră încovoiate. La Borzești, pe partea dreaptă a râului Trotuș, între rafinărie și Combinatul Chimic Borzești, se găsește o stațiune din epoca bronzului. În urma unor săpături au apărut urme de locuințe aparținând culturii Monteoru. Pe malul drept al râului Cașin, la nord de satul Răcăuți și în imediata lui vecinătate, a fost descoperită, la punctul „Rupturi”, o stațiune din epoca bronzului.
Epoca Fierului 1200 î. Hr. – 106 d. Hr.: Prima vârstă a fierului (Hallstatt), 1200 – 450/300 î. Hr. A doua etapă a fierului (La Tene), 450/300 î Hr – 106 d. Hr. Epoca Romană 106 - 300 d. Hr. În partea de nord-vest a cartierului Slobozia, se găsește o așezare din prima perioadă a epocii fierului. S-au descoperit o necropolă de incinerație, material ceramic, obiecte de metal (cuțite din fier, cu lama ușor curbată, sau cu lama mult curbată). În imediata vecinătate a confluenței Oituzului cu Trotușului, s-au descoperit așezări arheologice din a doua perioadă a epocii fierului – perioada La Tène. La punctul „Strâmba” s-au identificat resturile unei așezări din latenul geto-dacic. S-au descoperit fragmentele ceramice de tradiție geto-dacică, care au culoare cărămizie, decorate cu brâu alb, lucrate de mână și o altă categorie de ceramică, de culoare cenușie, din pastă fină, lucrată la roată. La Viișoara de găsește o așezare din perioada geto-dacică, situată pe malul stâng al pârâului Văratic. Au putut fi observate fragmente de ceramică, râșnițe, urmele a trei bordeie. Tot aici s-au găsit monede antice grecești, ale orașelor Dyrrhachium și Apollonia. Aceste tezaure constituie o dovadă a legăturilor de schimb cu orașele grecești din Dobrogea, în această perioadă. Ele dovedesc circulația mărfurilor grecești spre Transilvania, pe drumul din sudul Moldovei, care de la Barboși, ducea pe valea Siretului în sus, iar de la Poiana urca pe valea Trotușului până la pasul Oituz, de unde trecea în Transilvania. În perioada romană, acest drum denumit „Via Angusta” era străjuit de cele două castre de la Brețcu, (Covasna) și Poiana, Galați.

### Evul Mediu
Numele său se trage de la „Seliștea lui Oană la Trotuș”. Așezarea de pe Trotuș apare consemnată într-un act de danie emis la 14 decembrie 1458 de cancelaria voievodului Ștefan cel Mare din Suceava. Documentul se află expus la Muzeul de Istorie al Municipiului Onești alături de obiecte și arme datând din acea vreme, descoperite în zonă. Ștefan cel Mare a poruncit cancelarului să scrie următoarele rânduri:
„Malurile, ținutu Bacău, Cu mila lui dumnezeu, noi Ștefan Voievod, domn țarei Moldaviei. Facem înștiințare cu această carte domniei mele, tuturor cine o va vide, sau cetindu-se o va auzi, ca viind înainte noastră și înainte boerilor noștri, mari și mici, Marușca, fata lui Andrieș Slujăscul, giupâneasa lui Negrilă, de a sa buna voie și’au dat satele și moara, parte a ei, ci și’au împărțit, înainte noastră și înainte boierilor noștri, cu frații sei și cu surorile sale și au dat mănăstirei Bistriții, unde este hramul Adormirea preasfintei născătoarii de dumnezeu; numele satelor: giumătate de Slujești, unde au fost curtea tatălui ei, și giumătate de moară și din tot venitul, giumătate, și la Maluri amândouă coturi Oneștii și Labășeștii, și fântâna Horgăi, unde au fost mănăstirea tătânesau ca să fie sfintei mănăstiri Bistriții cu tot venitul, Iar hotarul numitelor sate să le fie pe unde din vechi s’au stăpânit. Pre care este credința a domniei mele, noi Ștefan Voievod și credința mitropolitului nostru Teoctist, și credința tuturor boerilor noștri, mari și mici.”
Lăbășeștii, a fost un sat pe teritoriul actual al orașului Onești (cartierul Malu), așezat pe cursul inferior al Cașinului. Stăpânul de demult al Oneștiului, Andrieș Slujascul, din documentul de atestare al localității din anul 1458, este evocat de poetul Gheorghe Izbășescu: „Cu lanterna în mână umblu noaptea pe străzi ridicând pleoapa strălucitoare-a țărânii (documentul atestării orașului meu din 14 decembrie 1458) să dau de piatra ocultă pe care și-a zgâriat umbra Andrieș Slujascul, stăpânul de demult al Oneștiului, lângă apa Cașinului, sub maluri surpate.” Actul original nu se păstrează, fiind foarte uzat. El a fost transcris din slavonă la începutul secolului XX. Se păstrează numai copiile. După istoricul Ion Bogdan (1864-1919), din cele patru sate menționate în document, Slujești a dispărut, Lăbășeștii s-a unit cu Oneștii, iar Malurile au luat mai târziu denumirea de Răcăuți. Moșiile Borzești și o parte din Negoiești, Onești, Costești, Pătrășcani și Rădeana, se aflau în stăpânirea particulară a lui Ștefan cel Mare. Domnul, pe baza dreptului de „dominium eminens” (termen latin denumind dreptul suprem de stăpânire asupra pământului țării, exercitat de domn), era considerat stăpân pe teritoriul întregii țări, având la dispoziția sa, atât domeniul public, cât și proprietatea personală, moștenită sau cumpărată.

## Primul Război Mondial

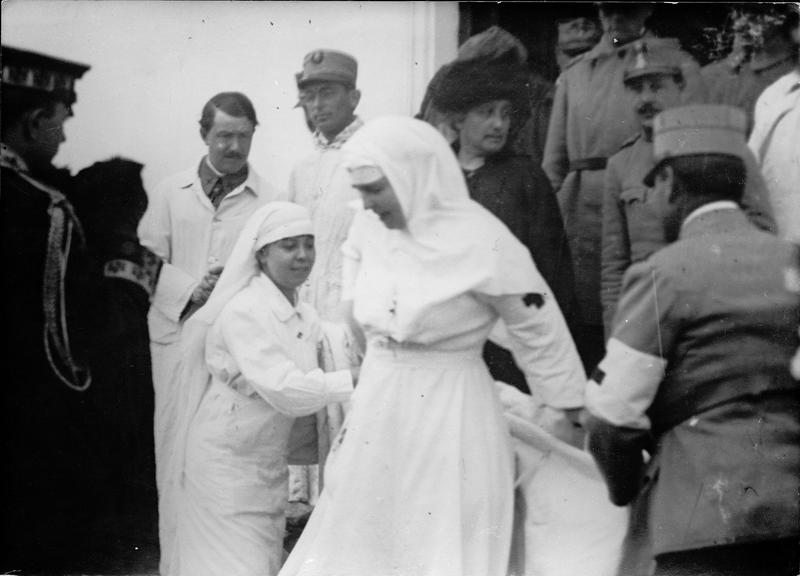
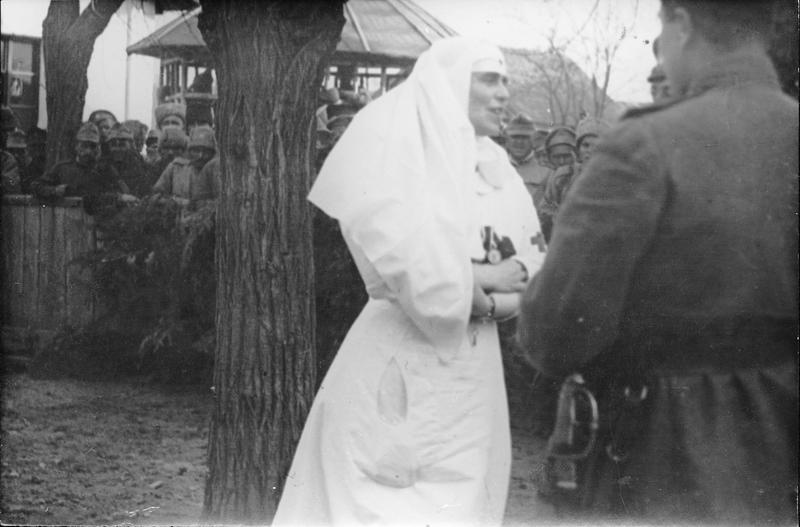
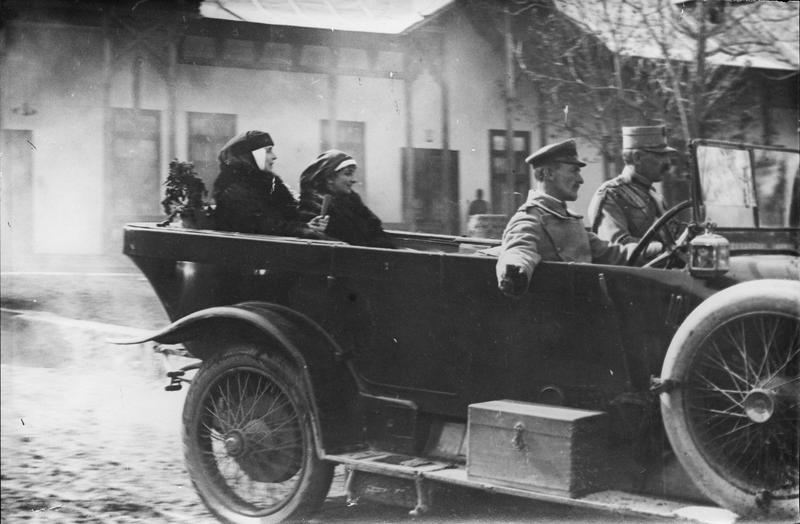
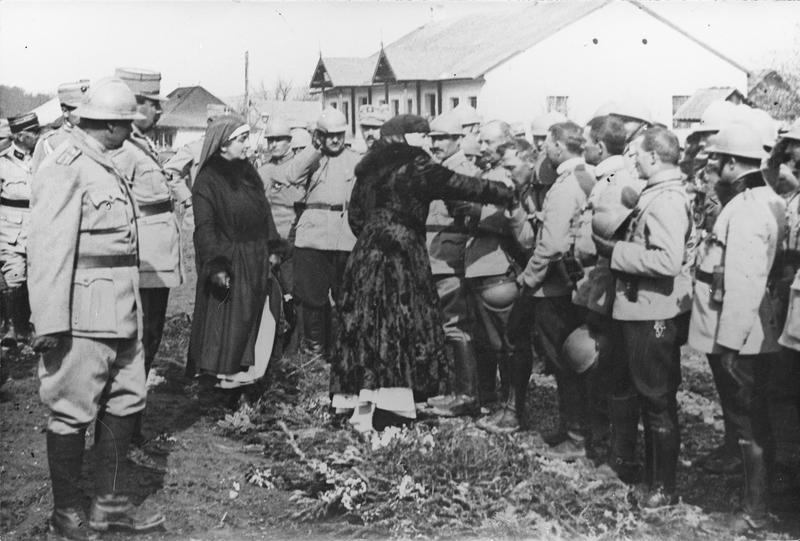
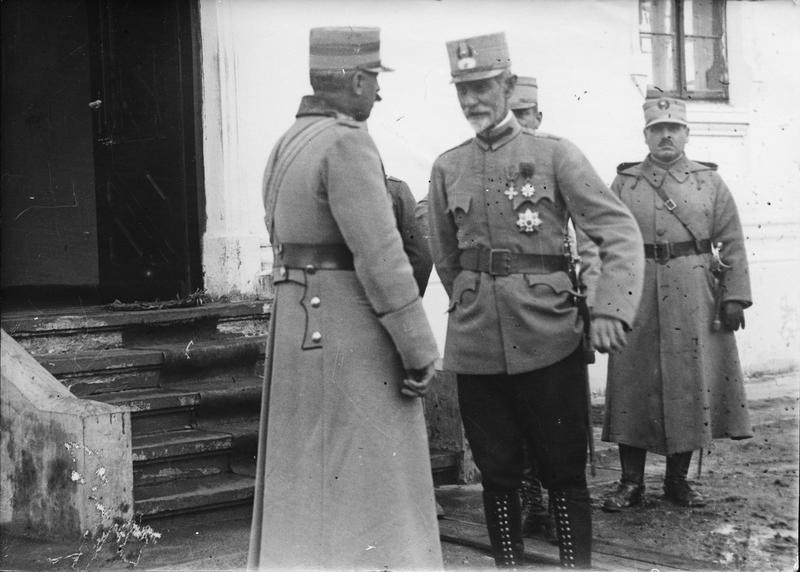
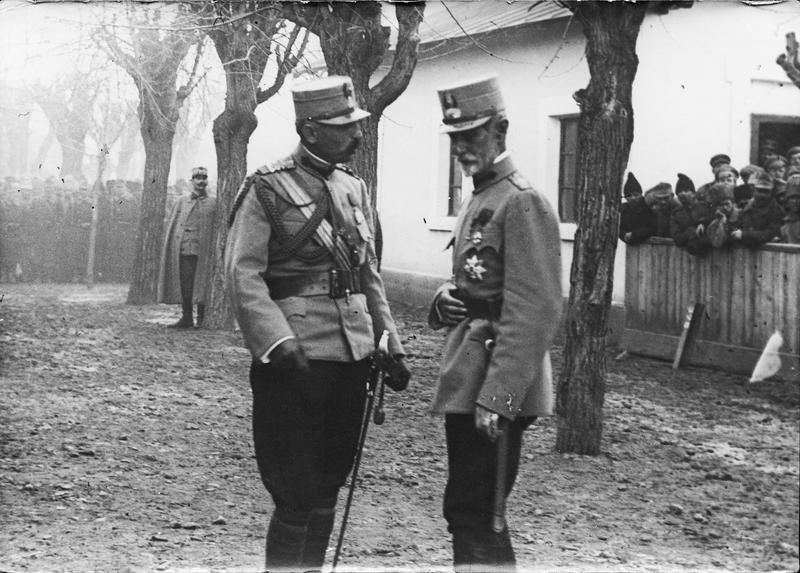

### Epoca contemporană
În anul 1950, satul Cerchezești-Lahovari, de lângă satul Borzești, cu 59 de locuitori la recensământul din 1941, a fost înglobat în satul Borzești.  Satul Crișomul, din partea de est a satului Onești, pe cursul inferior al râului Trotuș, a fost înglobat în satul Onești.

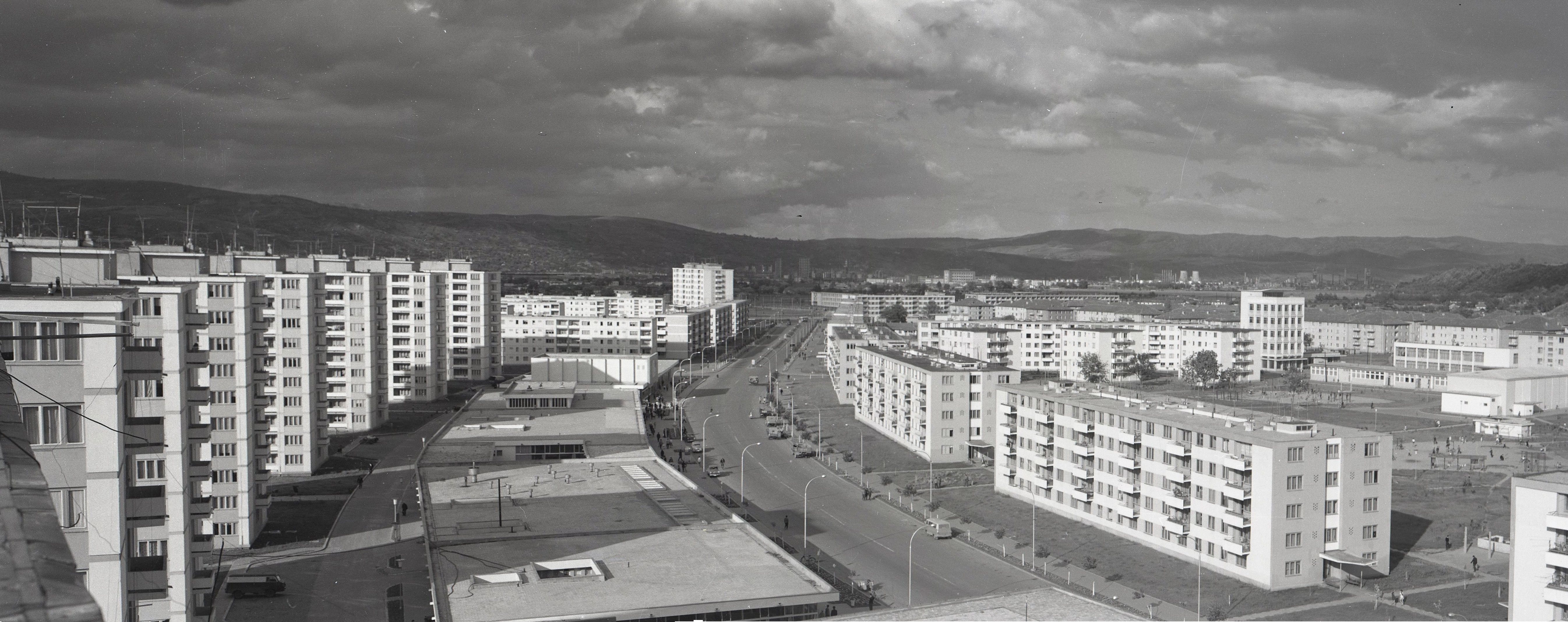
Panoramă a orașului nou în anul 1965

În anul 1952, o echipă de geografi și urbaniști condusă de ing. Mihail Florescu, ministrul Industriei Chimice s-a deplasat pe Valea Trotușului, pentru a stabili locul de amplasare al unui oraș și al unui mare combinat industrial. Din această echipă a făcut parte și geograful Vintilă M. Mihăilescu. A fost preferat Oneștiul, deoarece:
1. este amplasat la locul de întâlnire a Trotușului (158 km) cu cei mai importanți afluenți ai săi: Râul Cașin (45 km), Râul Oituz (57 km) și Râul Tazlău (85 km).
2. este așezat la o convergență de drumuri în patru direcții principale: spre Brașov, via Târgu Secuiesc, prin Pasul Oituz; spre Târgu Ocna (cu o ramură spre Slănic-Moldova), Comănești (cu o ramură spre Moinești) și Miercurea Ciuc prin Pasul Ghimeș-Palanca; spre Bacău, prin depresiunea subcarpatică Tazlău (cu o ramură îndreptată spre Moinești); spre Adjud, pe valea inferioară a Râului Trotuș.
3. este așezat într-o zonă bine populată.
4. este așezat într-un relief format dintr-un șes, clădit din pietrișuri de gresie, în pătură groasă, acoperite cu luturi, constituit din două terase, una mai înaltă și una mai joasă.

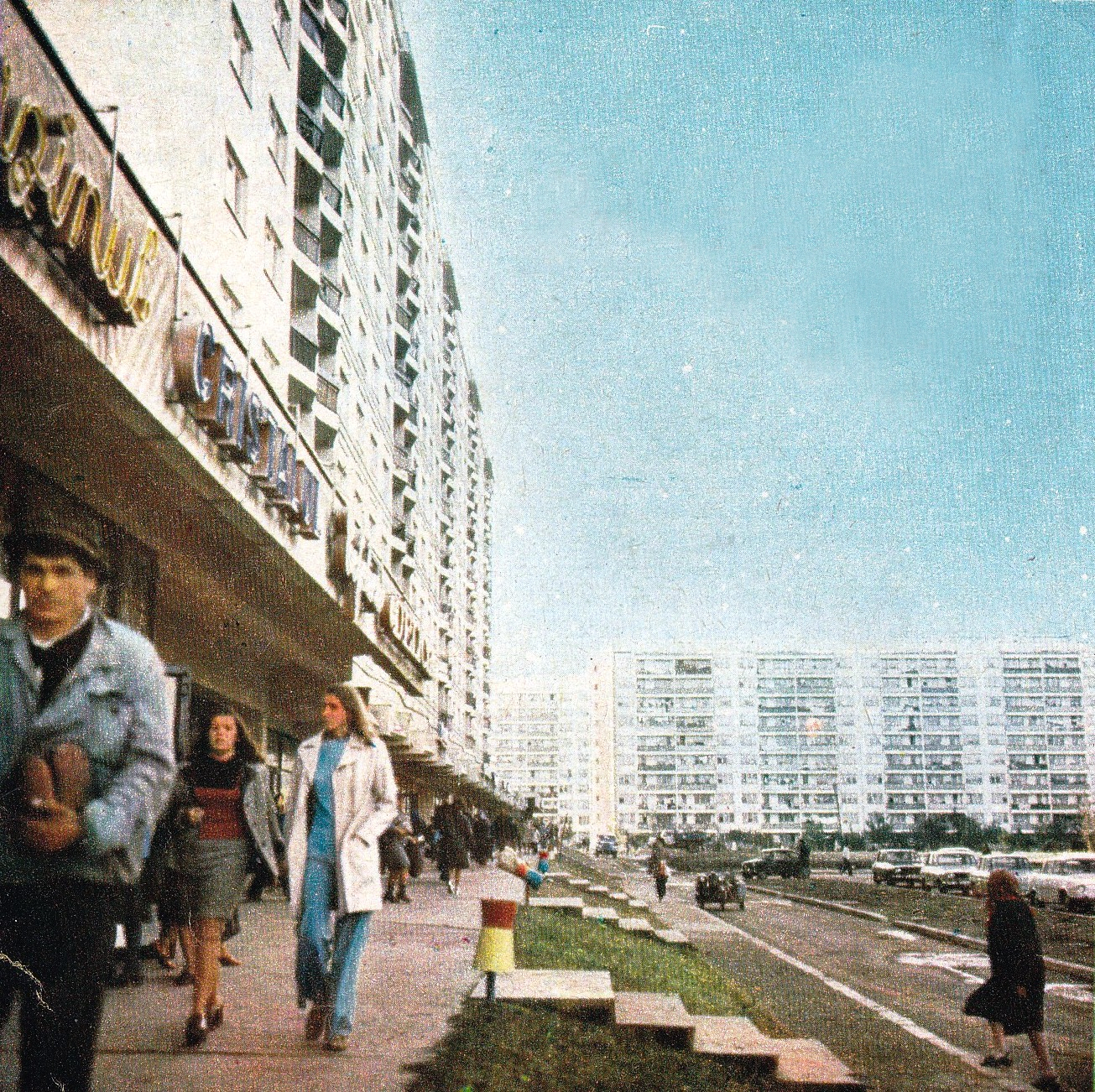
Strada Mercur din orașul Gheorghe Gheorghiu-Dej, înainte de 1975

Tot în anul 1952, prin Hotărârea Consiliului de Miniștrii Nr.1635, se prevedea ca în regiunea Bacău, raionul Târgu Ocna, să se construiască Grupul Industrial Borzești și orașul muncitoresc aferent, Onești. Zona industrială a fost construită la nord - est de fostul sat Borzești, între calea ferată și râul Trotuș, suprafața ei depășind-o pe cea a celorlalte zone ale orașului. Ca urmare a acestei Hotărâri, din anul 1952, încep să se construiască coloniile pentru muncitorii constructori și apoi s-au săpat temeliile primelor blocuri. Orașul Onești s-a construit în șase etape, etape distincte și azi după stilul construcțiilor. În prima etapă (1952- 1960) s-a construit pe vatra fostului sat Onești, cartierul Tineretului și Cașin, axat pe două bulevarde, b-dul Republicii și b-dul Oituz, cu o orientare convergentă spre nord-est, la podul de peste Cașin, de unde, în continuare, se face legătura cu gara feroviară. În etapa a doua (1961-1965), s-a construit primul nucleu masiv, în b-dul Oituz - locuințe, unități comerciale, spital, unități de învățământ - și s-a realizat legătura dintre cartierele din prima etapă cu sectorul ,,Piața Centrală” și b-dul Republicii. Etapa a treia (1966-1970) a reprezentat un proces de compactare în intervalul dintre râurile Cașin, Trotuș și Oituz și o creștere a orașului pe verticală. Un moment important îl marchează conturarea centrului, prin construcția Casei de Cultură și a hotelului Trotuș. În etapa a patra (1971-1975), s-a continuat extinderea orașului spre sud -vest, în lungul terasei inferioare a Cașinului, cu ansambluri de blocuri și s-au făcut amenajări pentru deschiderea lucrărilor în cartierul Mărășești. Etapa a cincea (1976-1980), a dus la întregirea cartierului de locuințe de la vest de Casa de Cultură și s-a încheiat cartierul Victor Babeș. Etapa a șasea (1981-1990), a dus la construirea de locuințe în cartierul Mărășești, pe axa Adjud-Târgu Ocna și se încheie lucrările de modernizare în cartierul Malu. Se urbanizează cartierele Cuciur și Buhoci. Pe șantierele orașului și ale unităților industriale au lucrat și deținuți de drept comun și deținuți politici. Din martie 1965 orașul se numește Gheorghe Gheorghiu-Dej (după liderul comunist al României), iar din 1990, după revoluția anticomunistă, revine la vechea denumire, Onești
În vara anului 2005, după 2 săptămâni de ploi puternice, râurile Trotuș și Cașin au ieșit din matcă, inundând orașul și blocând canalizarea. Astfel, nivelul apei a atins și 40 cm în unele zone din Onești, iar mai multe construcții au fost luate de apă (magazii, poduri pietonale etc.). Aproape același scenariu s-a întâmplat în 2010, fără pagube însă.

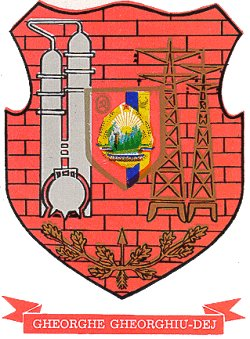
Stema Socialistă a orașului Gheorghe Gheorghiu Dej (Onești), adoptată în 1972.

### Stema
Stema actuală a Municipiului Onești constă în Stejarul din Borzești, cu referire la o legendă din copilăria lui Ștefan cel Mare. În partea superioară se găsesc 5 turnuri ce simbolizează faptul că Oneștiul este municipiu de rangul II.
Stema socialistă constă într-un scut cu fundal cărămiziu ce are în partea superioară simbolurile industriei orașului (două coloane de rectificare și un vas pentru depozitarea gazelor lichefiate, precum și doi stâlpi de înaltă tensiune), în centru stema Republicii Populare Române, sub acestea fiind două crengi de stejar unite de o lance iar la bază numele orașului, Gheorghe Gheorghiu-Dej.

## Monumente

### Monumentele Eroilor

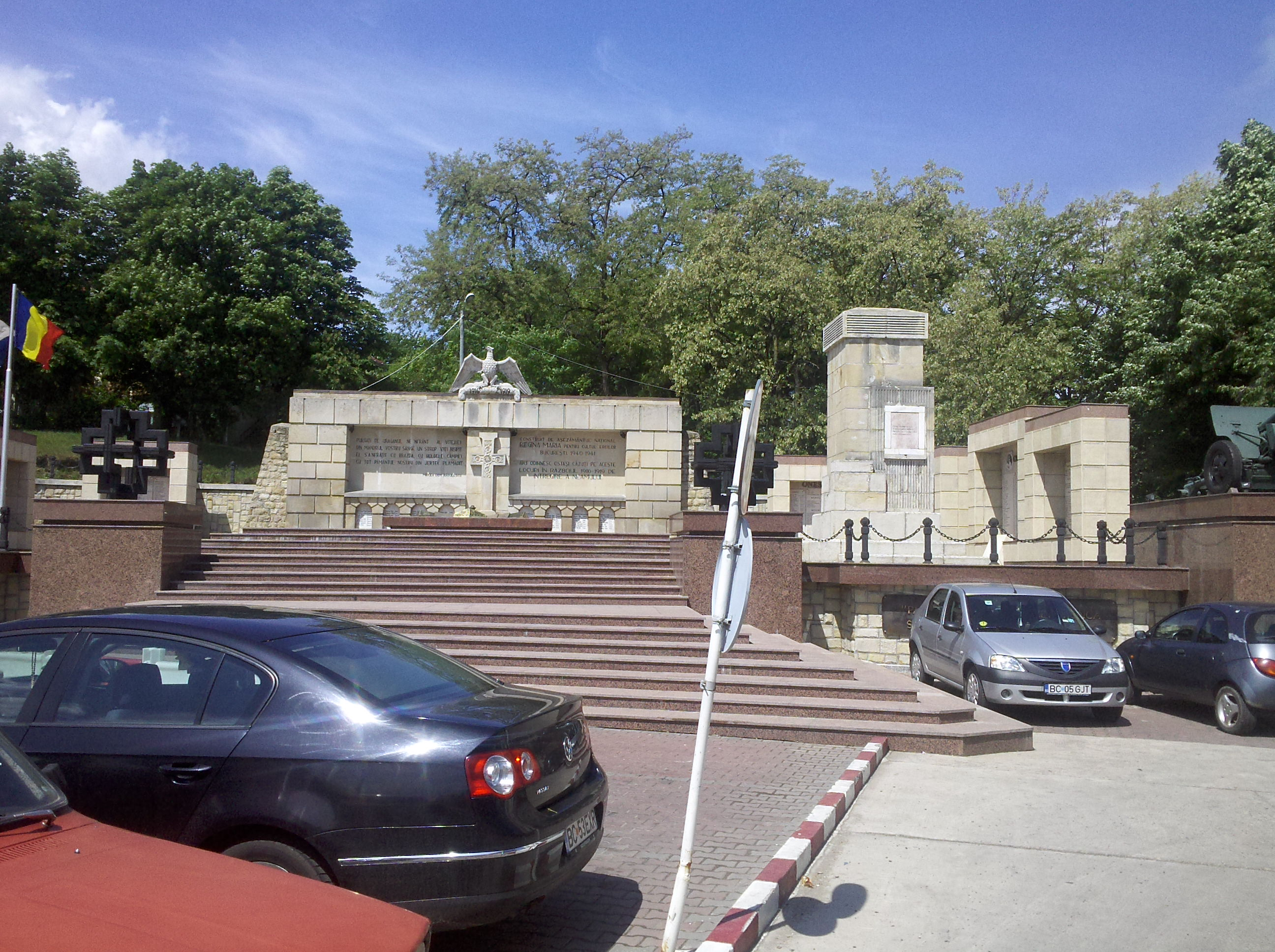
Monumentul Eroilor, închinat Războiului de întregire a Neamului 1916-1919

Monumentul eroilor Regina Maria se află în apropierea Primăriei Onești și este închinat eroilor căzuți în Războiul de Întregire a Neamului 1916 - 1919. Osemintele au fost mutate din satul Curița, comuna Cașin în anul 1941.
Monumentul Eroilor Sovietici - căzuți în luptele cu armata germană în august 1944, s-a constituit un cimitir în anul 1949, parcul mic din centrul localității Onești. În cele 38 de morminte sunt înhumați 180 de ofițeri și ostați sovietici. În timpul construcției orașului, cimitirul a fost mutat lângă dealul Cuciur.
Monument al eroilor din Onești - construit în anul 1925 este simplu, fără inscripții, pe toate laturile se găsesc ornamente florale. Este executat din piatră și are o înălțime de 3 m. Până în 1989 a avut un obelisc din bronz ce a fost spart și înlocuit după cu o simplă cruce. Este amplasat într-un sens giratoriu de pe Calea Mărășești.

### Monumente istorice și de arhitectură (socialistă și modernă)

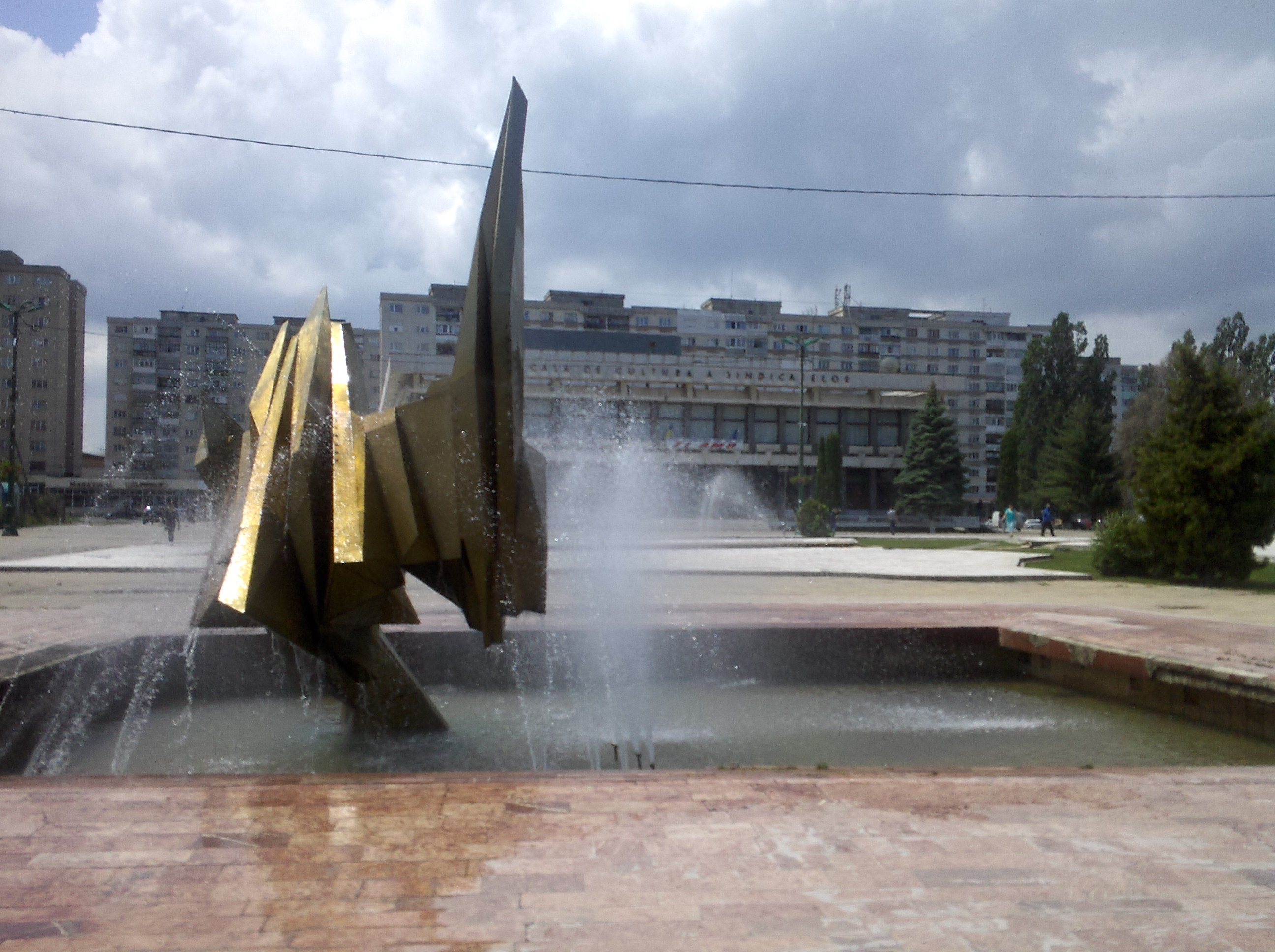
Fântâna arteziană Cristal de Sare (1988) și Casa de Cultură a Sindicatelor

- Conacul Ruset Rosno (Maria Bogdan), monument istoric situat pe Calea Mărășești, actual complex Stejarul;
- Clubul elevilor (conacul Alecu Aslan), casa ultimului proprietar, colonelul Miclescu;
- Stejarul - monument de artă - lucrare a sculptorului Paul Vasilescu (1967);
- Maternitatea - lucrare de artă realizată în 1964 de către Ion Vlad, amplasată pe fațada Spitalului Municipal Onești;
- Zimbrul - monument de artă ridicat de sculptorul Ion Vlad în anul 1964, a fost situat în zona gării CFR;
- Basorelief Muncitorii - lucrare de artă socialistă realizat în anul 1961 de Nicolae Enea, situat pe strada George Călinescu;
- Trecut și prezent istoric - basorelief socialist situat pe Bulevardul Oituz, lucrare a artistului Cristea Grosu în 1965;
- Statuie de bronz Elan Gimnastic - lucrare de artă socialistă amplasată în fața Hotelului Trotuș, sculptor Gheorghe Baratchi;
- Monumentul Voivodul - lucrare de artă modernă realizată de artistul plastic Eremia Grigorescu și arhitect Ioan Goia în anul 2000;
- Grup statuar Nadia Comăneci - lucrare realizată de artistul plastic Eremia Grigorescu și arhitect Ioan Goia în anul 1999;
- Monument Mihai Eminescu - lucrare realizată de artistul plastic Eremia Grigorescu în anul 2000;
- Bustul lui Ștefan cel Mare - Borzești - lucrare din bronz realizată în anul 1936.

## Cultură

### Obiective turistice
Obiective turistice recomandate sunt: Dealul Perchiu (sit SCI), Biserica Adormirea Maicii Domnului din Borzești, Crucea Eroilor de pe Dealul Perchiu, Muzeul Municipal de Istorie, Monumentul Mihai Eminescu, Biserica ortodoxă Sfântul Nicolae, Parcul Municipal „Libertății”.

### Muzee
- Muzeul Municipal de Istorie[26]
- Muzeul de cultură și artă religioasă Borzești

### Biblioteci
- Biblioteca Municipală „Radu Rosetti”[26]
- Biblioteca Filiala „Consânzeana”

### Teatre
- Teatrul Municipal (Sala de Spectacole) - aflat în Casa de Cultură, cu o capacitate de 750 locuri.

### Cinematografe
- Cinema Capitol (fostul Cinema 23 August) - reinaugurat în anul 2012
- Cinematograful Oituz - închis

### Spitale
- Spitalul Municipal „Sfântul Ierarh Dr. Luca al Crimeii”

### Clădiri publice
- Primăria nouă - inaugurată în anul 2006
- Casa de Cultură a Sindicatelor - inaugurată în 1967, își desfășoară activitățile pe o suprafață de peste 5000 mp.
- Primăria veche (Administrația Finanțelor Publice a Municipiului Onești, sedii de partide politice)

### Evenimente culturale
- Fundația Națională „George Călinescu” organizează „Zilele Culturii Călinesciene”;[27]
- Festivalul internațional de muzică ușoară pentru copii „Ti Amo”.

### Parcuri și arii protejate
- Dealul Perchiu (sit SCI Natura 2000) - desemnat în scopul protejării biodiversității și menținerii într-o stare de conservare favorabilă a florei spontane și faunei sălbatice, precum și a habitatelor naturale de interes comunitar aflate în arealul zonei protejate.
- Parcul Municipal „Libertății” - cu suprafața de 14, 22 ha este unul dintre cele mai mari parcuri din orașele moldave.
- Parcul „George Călinescu” - fostul parc Trandafirilor, al doilea ca mărime din oraș, cu are o suprafață de 3,05 ha.
- Parcul „Cașin” - amenajat pe malul râului Cașin, are o suprafață de 1,03 ha.
- Parcul „Nadia Comăneci” - aflat lângă colegiul cu același nume, are o suprafață de 0,9 ha.
- Parcul „Mărășești” - aflat într-o incintă, are o suprafață de 0,6 ha.

## Lăcașuri de cult

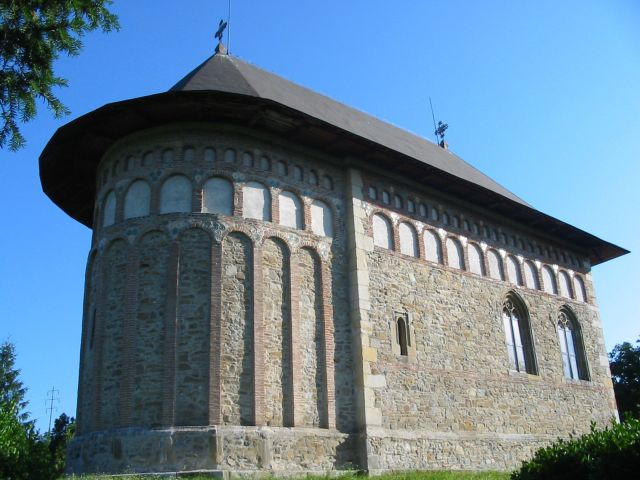
Biserica creștin-ortodoxă „Adormirea Maicii Domnului” din Borzești (1494)

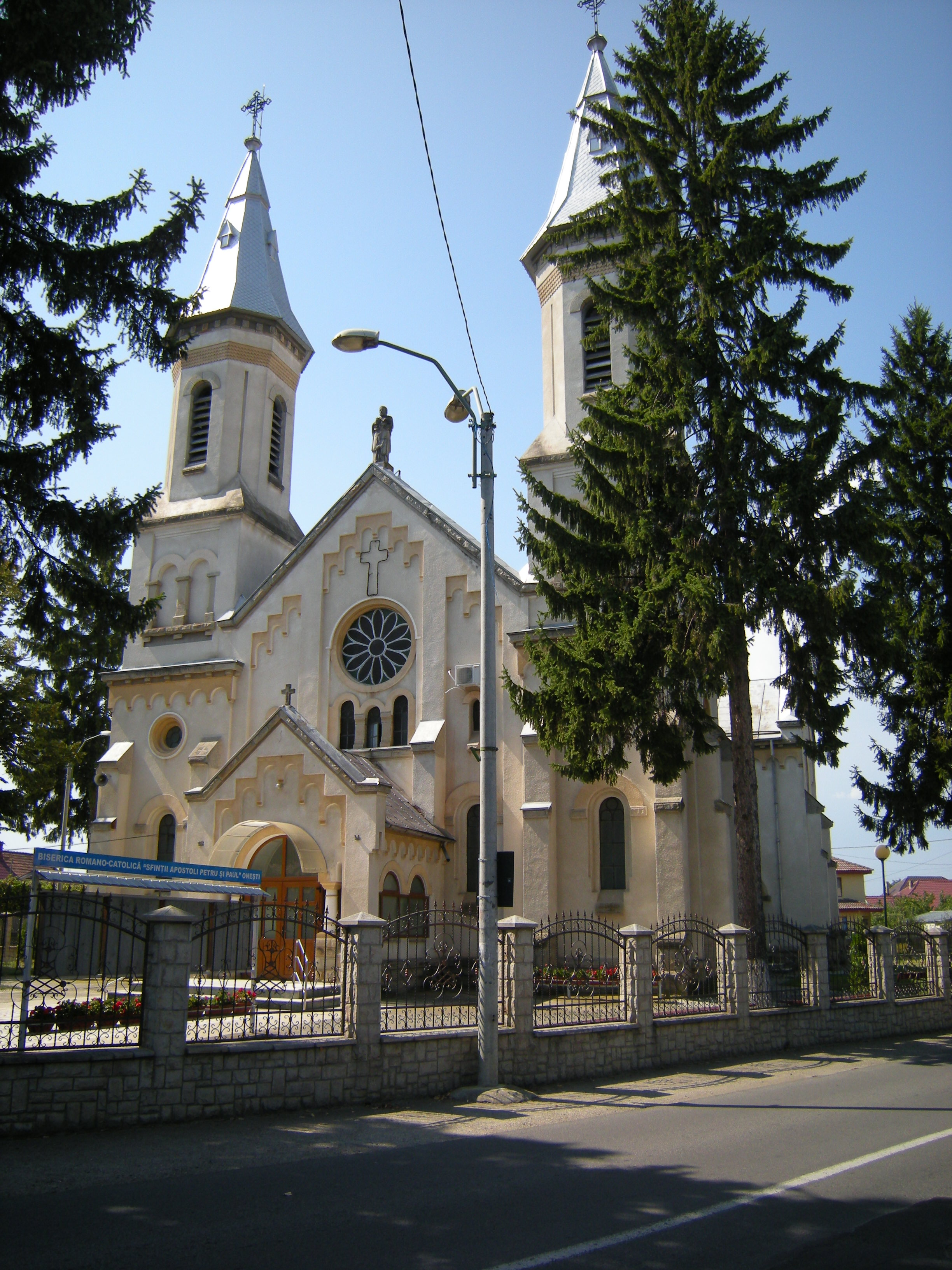
Biserica romano-catolică „Sfinții Petru și Paul” (1945)

Sfântul Nicolae este patronul spiritual a orașului și 6 decembrie (Ziua Sf. Nicolae) este sărbătoare oficială municipală.

### Biserici ortodoxe
- Biserica Adormirea Maicii Domnului din Borzești (1494)
- Biserica Sfântul Nicolae (1844)
- Biserica Sfântul Dimitrie Izvorâtorul de Mir, Crucea de Piatră (1977)
- Biserica Pogorârea Sfântului Duh (1990)
- Biserica Sf. Maria Magdalena (reducerea la scară a bisericii Mănăstirii Putna, 2001)
- Biserica de lemn de rit vechi ortodox Răsărit (1988)
- Biserica Nașterea Maicii Domnului (1998)
- Biserica Borzești (aproximativ 1836)
- Biserica Sfinții Împărați Constantin și Elena (1994)
- Biserica Sfântul Ioan Teologul Belci (1992)
- Biserica Sfântul Nicolae Slobozia (1801)
- Capela ortodoxă Sfântul Pantelimon (2000)

### Biserici și mănăstiri romano-catolice
- Biserica Sfinții Apostoli Petru și Paul din Onești (1945)
- Sanctuarul diecezan Fericitul Ieremia Valahul (1992)[28]
- Biserica Sfânta Tereza a Pruncului Isus (2006)
- Biserica Schimbarea la față, Borzești (1943)
- Capela Buhoci (2001)

- Congregația Surorile lui Isus Răscumpărătorul (1992)
- Conventul Fraților Capucini „Sfântul Francisc din Assisi”, Borzești (1999)

#### Alte culte
- Biserica Creștin Adventistă, Mal (1994)
- Biserica Creștin Adventistă, Slobozia (1975)
- Biserica penticostală „Filadelfia” (1992)
- Biserica penticostală „Betel”, Andrășești (2009)[29]
- Biserica baptistă Sfânta Treime (1992)
- Biserica Creștină după Evanghelie „Harul”

#### Lăcașuri de cult desființate
- Sinagoga (1918, demolată la mijlocul secolului al XX-lea). În anul 1939 comunitatea evreiască a comunei se ridica la aproximativ 100 de persoane.

## Sport
Municipiul Onești dispune de o bază sportivă dotată cu trei stadioane de fotbal, un teren de handbal cu nocturnă, 6 terenuri de tenis, o sală de gimnastică, o sală de lupte, bazine de înnot, teren de atletism, sală jocuri sportive. De asemeni, baza sportivă dispune de un minihotel modern, pentru sportivii care vin în cantonamente.
Sala Polivalentă „Nadia Comăneci” construită în Parcul Libertății cu o capacitate de 2500 locuri, găzduiește desfășurarea de competiții la nivel național de handbal, tenis, baschet, badminton, volei, box, haltere, lupte, judo și gimnastică. În baza sportivă se antrează zilnic lotul olimpic de gimnastică junioare, luptători și halterofili, dar se pot antrena și locuitorii orașului.
Primăria Municipiului Onești organizează anual „Campionatul Municipal de fotbal”. Competiția se desfășoară pe terenul sintetic din Parcul Sportiv Municipal.

### Gimnastică
Nadia Comăneci este cea mai cunoscută gimnastă a României, aceasta copilărind și antrenându-se la Onești. Andreea Chelaru a copilărit tot în Onești.

### Fotbal
Clubul de fotbal al orașului a fost FC Onești (1994–2003), în prezent desființat. Perioada de glorie a fost în anii 1998–1999 și 1999–2000, când echipa a evoluat în Prima Divizie. A fost primul club de fotbal românesc dintr-un oraș mic (65 000 locuitori la acea vreme) care a promovat în prima divizie, după 1989.
O nouă echipă de fotbal a orașului a fost FCM Onești (2008–2011), care, în sezonul 2010-2011, a evoluat în Liga a 3-a.
În primăvara anului 2012 a fost fondat, de către Consiliul Local Onești în colaborare cu echipa Dinamo București, clubul de fotbal FCM Dinamo Onești. Acesta evoluează în sezonul 2012 - 2013 în Liga a IV-a.

### Atletism
Atleții Levente și Lorand Bartha, Costică Manea, Luminița Ciocârlan, Mihaela Gherghe, Alin Nistor și alții au fost prezenți la campionatele naționale, balcanice, europene și mondiale.

### Haltere
Un alt sport cunoscut în oraș sunt halterele, astfel la ediția a XXIII – a Los Angeles (SUA) din 1984 Radu Gelu (CSO) a cucerit medalia de argint la Jocurile Olimpice la 60kg.

## Economie
Oneștiul este un oraș industrial, cu o structură economică bine dezvoltată în jurul unor ramuri industriale, în special cea prelucrătoare a produselor petrochimice pe Platforma Petrochimică Borzești. Pe platforma industrială orășenească confecțiile, prelucrarea lemnului, industria alimentară și alte servicii sunt alte ramuri importante.
În anul 1842 s-a construit moara, la care au lucrat robii moșierului Alecu Aslan, iar ulterior și alte mori mici de apă. Au existat două velnițe boierești de fabricat țuică din cereale, precum și două ateliere de fierărie și două hanuri pentru comercializarea băuturilor alcoolice fabricate în zonă.

### Industrie chimică și petrochimică
- RAFO Onești (fosta Rafinărie nr. 10 Onești), desființată
- CAROM (fostul Combinat de cauciuc sintetic și produse petrochimice Onești), desființat
- Chimcomplex (fostul Combinat chimic Borzești)
- Aroma Rise (fostul Elon), parfumuri și arome alimentare sintetice

### Industria energiei electrice și termice
- Sucursala Electrocentrale Borzești, cu Termocentrala Borzești și Termocentrala II Borzești[31]
- Transelectrica, prin stația de transformare 400/220/110 kV Gutinaș
- Termon

### Industrie constructoare de mașini
- UTON (fosta Întreprindere de Utilaj Chimic Borzești, înființată în 1974),[30] unitate desființată
- GOSPOMAS (fostul Centru de Fabricație Borzești, fost CRCCFMS, exteriorizat din Stațiunea de Mecanizare a Agriculturii (SMA) Bacău în 1983),[32] întreprindere de utilaje agricole, pompe hidraulice și piese auto, unitate desființată

### Industrie textilă
- MODEON (fosta fabrică de confecții, înființată în 1976)[30] fabrică de îmbrăcăminte în regim de lohn
- „Flacăra” SOCOM (Uniunea Națională a Cooperației Meșteșugărești), societate cooperativă meșteșugărească
- Maremod
- Autoliv

### Industrie alimentară
- Croco
- Albrau Group
- Panimon (fosta fabrică de pâine, înființată în 1978),[30] fabrică de produse de panificație
- Agricultorul Group
- Fabrica de lapte, desființată
- SERON și SERE ONEȘTI (fostele Sere Onești și Sere Borzești), sere de legume înființate în 1963.[33] Serele din oraș au fost transformate în fabrică Pa&Co, iar cele de pe dealul Red demolate.
- Fabrica de gheață și sucuri, desființată

### Industria lemnului
- Barlinek (fosta Întreprindere Forestieră de Exploatare și Transport, privatizată în Diana Forest), fabrică de parchet masiv și stratificat
- Rich Forest, exploatarea lemnului (cetățeanul chinez Li Ning, directorul firmei, a fost declarat alături de alți conaționali indezirabil timp de 10 ani în decembrie 2012 pe baza unor infracțiuni de crimă organizată).[34]
- Pa&Co International, fabrici de uși și parchet stratificat
- Smart Wood (fosta Pa&Co parchet), fabrică de bețe din lemn[35]

### Industria construcțiilor
- Tehnocin (fostul Trust de Construcții Industriale Gheorghe Gheorghiu-Dej), desființat
- MECON (fosta Întreprindere de utilaj greu și transport pentru construcții, IUGTC/SUGTC), desființat
- Energoconstrucția, desființat
- Confer Group, lucrări de geniu civil
- DMC AG, construcții civile și industriale
- Gironap

### Industria sticlei
- SART GLASS (fosta fabrică de sticlă), înființată în 1973.[36] Desființată.
- Fredi

## Administrație și politică
Municipiul Onești este administrat de un primar și un consiliu local compus din 19 consilieri. Primarul, Adrian Jilcu[*], de la Partidul Social Democrat, este în funcție din 1 noiembrie 2024. Începând cu alegerile locale din 2024, consiliul local are următoarea componență pe partide politice:
|  | Partid                          | Consilieri | Componența Consiliului | Componența Consiliului | Componența Consiliului | Componența Consiliului | Componența Consiliului | Componența Consiliului | Componența Consiliului | Componența Consiliului | Componența Consiliului | Componența Consiliului |
|  | ------------------------------- | ---------- | ---------------------- | ---------------------- | ---------------------- | ---------------------- | ---------------------- | ---------------------- | ---------------------- | ---------------------- | ---------------------- | ---------------------- |
|  | Partidul Social Democrat        | 10         |                        |                        |                        |                        |                        |                        |                        |                        |                        |                        |
|  | Partidul Național Liberal       | 5          |                        |                        |                        |                        |                        |                        |                        |                        |                        |                        |
|  | Uniunea Salvați România         | 2          |                        |                        |                        |                        |                        |                        |                        |                        |                        |                        |
|  | Alianța pentru Unirea Românilor | 2          |                        |                        |                        |                        |                        |                        |                        |                        |                        |                        |

### Împărțirea administrativă
Municipiul este compus din localitățile componente Onești, Borzești și Slobozia, care nu au alte subdiviziuni. Neoficial există o împărțire pe cartiere: Satu Catolic, Buhoci, Borzești, Slobozia, TCR (Tabără Construcții Rafinărie), Mal, Dallas, Belci (Slobozia Nouă), Cuciur, ANL (sus și jos), Poiana Nouă, Termo. Spațiu locativ constituit, în principal din blocuri de locuințe cu 1 până la 10 etaje (excepție fac locuințele fără etaje din TCR și de pe strada Cașinului, Florilor și Teilor). Zona centrală veche (cvartalurile I–V) poate deservi 22 000 locuitori în 6500 apartamente construite în intervalul 1954–1963.

### Relații externe
Orașe înfrățite:
- Eysines, Franța (1995)
- Skien, Norvegia (1999)
- Pistoia, Italia (2008)
- Strășeni, Republica Moldova (2015)

Foste orașe înfrățite:
- Novokuibîșevsk, URSS[38]

## Transport
Oneștiul este tranzitat de următoarele drumuri europene și naționale:
- Drumul european E574, care face legătura între județele Covasna și Bacău;

- Drumul național 11 - leagă orașul de Bacău și Brașov via Târgu Secuiesc;
- Drumul național 11A - leagă orașul de Bârlad;
- Drumul național 12A - leagă orașul de Miercurea Ciuc via Comănești.

Cele două bulevarde sunt Republicii (aproximativ 2 km) și Oituz (aproximativ 1,7 km). De asemenea, străzi importante sunt: Calea Mărășești, care trece și prin localitatea componentă Borzești, strada Libertății (aproximativ 4,5 km), fiind folosită pe post de șosea de centură.
Infrastructura transportului public local a fost inaugurat în anul 2009 și concesionat unor operatori economici, pe două trasee principale (1 și 2), iar spre cartierele limitrofe transportul se realizează cu zece microbuze la intervale regulate de timp.
- Traseul 1: Gară – Victor Babeș – Oituz 28 – Poștei – Mihai Eminescu – Peco – Aurora – Conți – Belvedere – Catedrala Ortodoxă – Piața Centrală – Generală 1 – Moldova – Buciumului.
- Traseul 2: Gară – Victor Babeș – Moldova – Generală 1 – Piața Centrală – La Capucini – Belvedere – Conți – George Bacovia – Scutarului – Brașov – Mihai Eminescu – Parc Municipal – Oituz 35 – Buciumului.

În ultimii ani s-au dezvoltat foarte mult serviciile de taximetrie, existând 8 operatori economici și 50 operatori independenți, cu un număr total de 200 taximetre.
Prin Hotărârea de Guvern nr. 302 din 16 iunie 1997 s-au aprobat de către Guvernul României indicatorii tehnico-economici ai obiectivului de investiții „Introducerea transportului în comun cu troleibuze în municipiul Onești, județul Bacău”, publicat în Monitorul Oficial nr. 127 din 20 iunie 1997. A fost realizat 10 % din infrastructura necesară acestui transport spre Platforma Petrochimică Borzești, însă din lipsă de fonduri și a scăderii numărului de muncitori pe platformă, proiectul a fost sistat.

## Personalități născute în Onești

#### Actori
- Rodica Lazăr (n. 1978), actriță;

#### Cântăreți
- Teodora (Popa) Enache (n. 1967), cântăreață de jazz;
- Loredana Groza (n. 1970), cântăreață și actriță;
- Gil Ioniță (1952–2004), cântăreț de muzică folk, poet și avocat;
- Carmen Rădulescu (n. 1964), cantăreață de muzică ușoară;
- Cristina Spătar (n. 1972) cântăreață de muzică R&B și dance/pop;
- Alexandra Ungureanu (n. 1981), cântăreață de muzică pop/house/dance.

#### Oameni de afaceri
- Daniel Dines (n. 1972), inginer, cel mai bogat om din România.

#### Militari
- Ștefan cel Mare (1433–1504 Borzești, actual cartier al Oneștiului), domnitor al Moldovei;
- Mihail Aslan (1857–1936), general al Armatei României din Primul Război Mondial;
- Ioan Pălăghiță (1899–1943), ofițer român, erou al celui de-al Doilea Război Mondial.[41]

#### Politicieni
- Alexandru Nazare (n. 1980), politician român

#### Sportivi
- Gheorghe Maftei (n. 1955), halterofil;
- Nadia Comăneci (n. 1961), gimnastă (prima gimnastă a epocii moderne care a luat 10 absolut);
- Georgeta Gabor (n. 1962), gimnastă, laureată cu argint olimpic la Montreal 1976;
- Nicoleta Lia (n. 1963), atletă;
- Dumitrița Turner (n. 1964), gimnastă, laureată cu medalia de argint la Jocurile Olimpice de vară din 1980 de la Moscova;
- Tiberiu Agoston (n. 1976), atlet, specializat la proba de săritură cu prăjina;
- Laura Moise (n. 1976), judoka;
- Ana Maria Pavăl (n. 1983), luptătoare de wrestling, multiplă medaliată europeană;
- Diana Chelaru (n. 1993), gimnastă; a ocupat locul 14 la Campionatele europene de gimnastică feminină din 2009;
- Silvia Zarzu (n. 1998), gimnastă, campioană europeană în concursul pe echipe în 2014 la Sofia;
- Ștefania Jipa (n. 2000), handbalistă, componentă a echipei U18 a României la Campionatul Mondial din 2018 și a echipei U19 a României;

#### Oameni de cultură
- Viorel Savin (n. 1941, Borzești), dramaturg.